# 周華健96弦全演唱會
周華健96弦全演唱會是歌手周華健於1996年1月27日－2月8日、3月8－13日於紅磡香港體育館舉行之演唱會，一共19場。是次演唱會為台灣歌手於香港單次演唱會的場數紀錄，至今仍未被打破。

## 演唱曲目
LD/VCD 現場一樣
Disc 1
- 1.	Opening
- 2.	明天我要嫁給你+昨晚你已嫁給誰
- 3.	妳喜歡的會有幾個+Percussion Solo
- 4.	其實不想走
- 5.	海角天涯
- 6.	是你叫我
- 7.	風雨無阻
- 8.	Violin Solo
- 9.	濃情化不開
- 10.	You are so beautiful
- 11.	當天的心
- 12.	不願一個人

Disc 2
- 1.	親親我的寶貝
- 2.	女兒歌
- 3.	新天長地久之男大當戀女大當愛
- 4.	花心
- 5.	浪子心聲
- 6.	每天愛你多一些
- 7.	鳳陽花鼓+Band Solo
- 8.	讓我歡喜讓我憂
- 9.	誰叫我
- 10.	沿途有你
- 11.	愛相隨
- 12.	安心 (MV)
- 13.	雪中火 (MV)

CD 弦猶在耳
- 1.	明天我要嫁給你+昨晚你已嫁給誰
- 2.	妳喜歡的會有幾個
- 3.	是你叫我
- 4.	為愛情受傷
- 5.	You are so beautiful
- 6.	當天的心
- 7.	海角天涯
- 8.	然後然後
- 9.	風繼續吹
- 10.	天才白痴夢
- 11.	新天長地久之男大當戀女大當愛
- 12.	濃情化不開
- 13.	雪中火
- 14.	多一分鐘少一分鐘
- 15.	沿途有你
- 16.	誰叫我